# ني زار (فريمان)
ني زار (بالفارسية: نی زار) هي قرية تقع في قسم قلندرآباد الريفي في إيران.